# Hofanlage Augustendorf 11

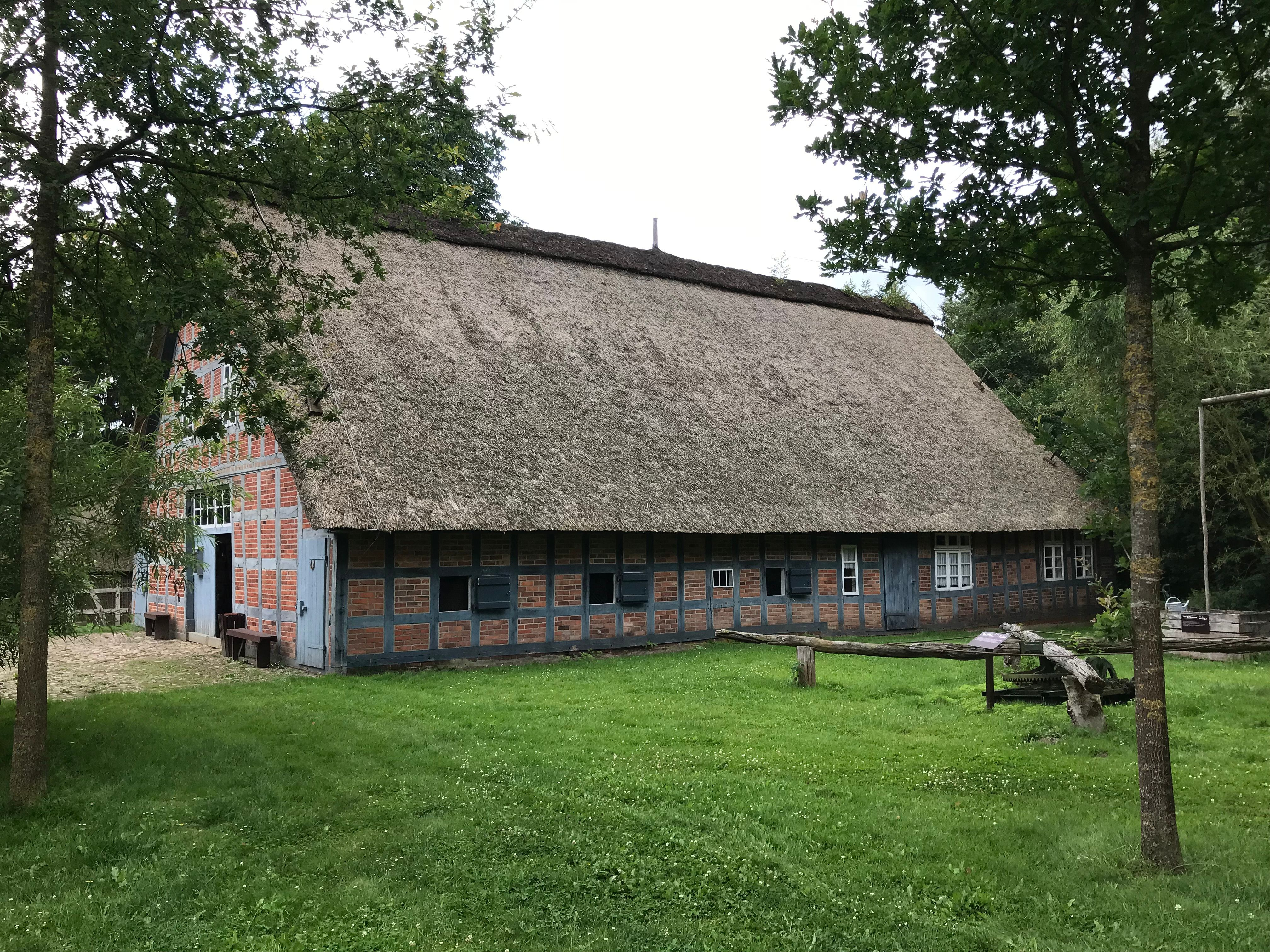
Wohn- und Wirtschaftsgebäude, Ost- und Nordfassade (2021)

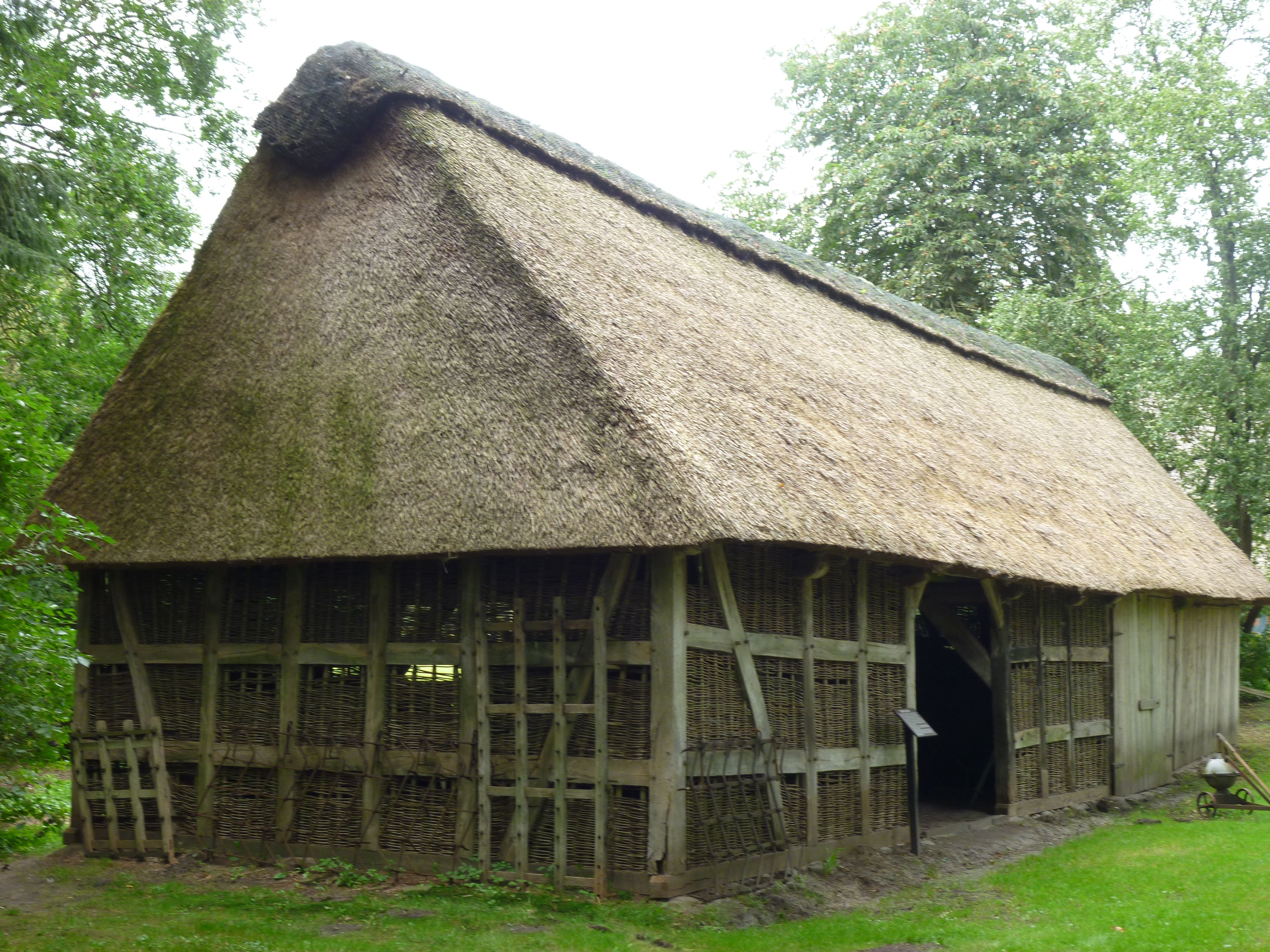
Torfscheune, Süd- und Ostfassade (2010)

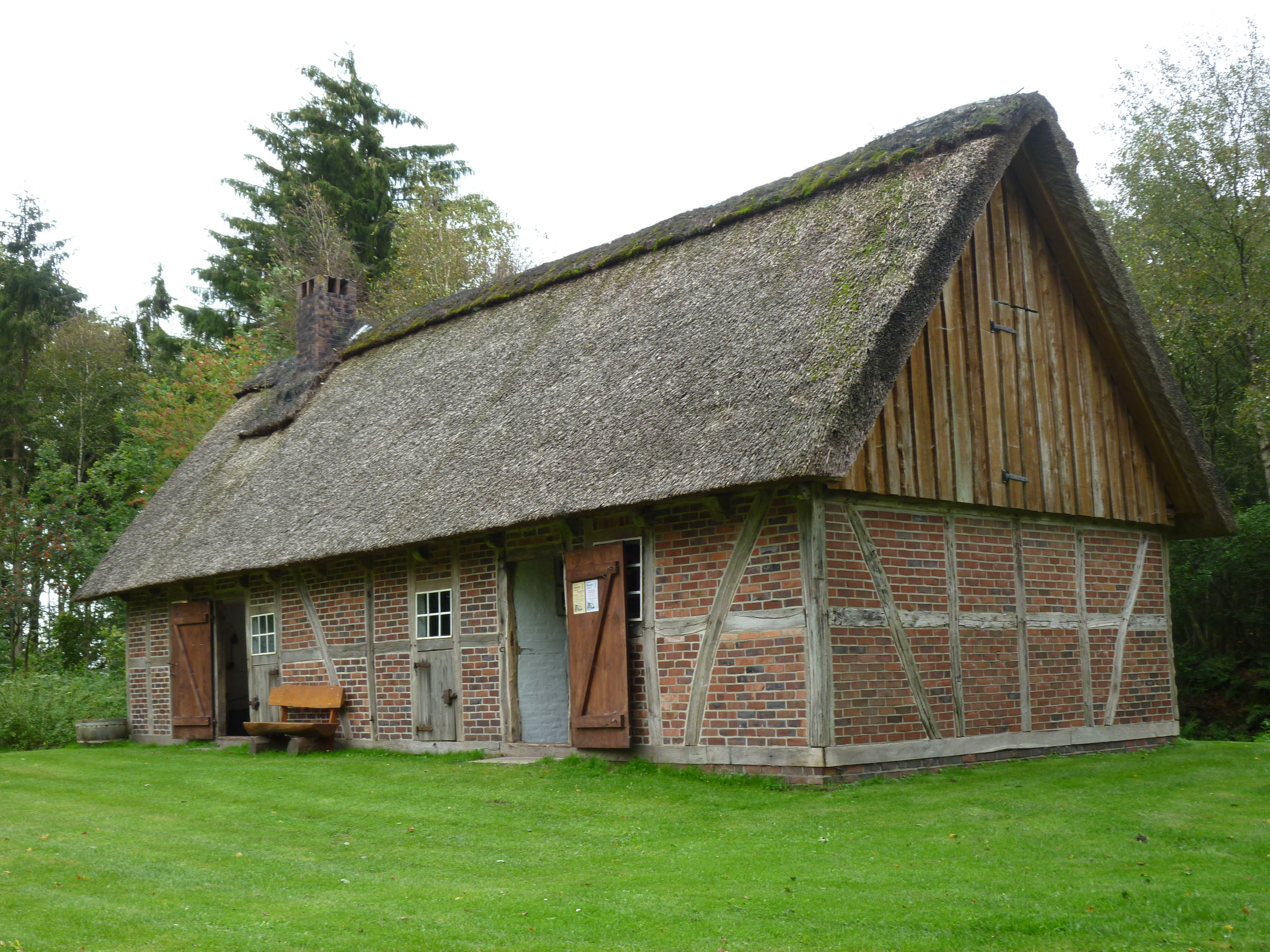
Stall, Ost- und Nordfassade (2010)

Die Hofanlage Augustendorf 11 (Historischer Moorhof Augustendorf) in der niedersächsischen Gemeinde Gnarrenburg, Ortsteil Augustendorf, wurde zur Mitte des 19. Jahrhunderts gebaut. Aktuell (2025) wird sie zum Wohnen, museal und auch als Ferienziel genutzt.
Die Gebäude stehen unter Denkmalschutz (siehe auch Liste der Baudenkmale in Gnarrenburg).

## Geschichte und Beschreibung
Augustendorf wurde 1828 im Rahmen der Moorkolonisation gegründet. Es liegt vier Kilometer östlich des Kernortes Gnarrenburg und gehört zum Landkreis Rotenburg (Wümme). Diese Hofanlage ist Teil der planmäßig angelegten Moorsiedlung.
Die baumbestandene Hofanlage an einem Stichweg besteht aus
- dem eingeschossigen traufständigen Wohn- und Wirtschaftsgebäude aus dem 19. Jahrhundert als Zweiständer-Hallenhaus in Fachwerk mit Steinausfachungen, mit reetgedecktem Satteldach, Uhlenloch und Grooter Door mit geradem Abschluss; die alte Raumordnung und das Innengerüst sowie der historische Fußboden sind erhalten,[2]
- der traufständigen Torfscheune vom 19. Jahrhundert in Fachwerk mit Steinausfachungen, Walmdach und mittiger Querdurchfahrt und[3]
- dem traufständigen Stall vom 19. Jahrhundert in Fachwerk mit Steinausfachungen und reetgedecktem Satteldach sowie senkrechter Verbretterung im Giebeldreieck.[4]

Das Landesdenkmalamt befand u. a.: „… idealtypisch traufständig zur Straße und weit von dieser zurück ….“